# Auguste Maltais
Pour les articles homonymes, voir Maltais.
Auguste Maltais, né le 16 janvier 1916 et mort le 7 mai 1988, est un comptable et homme politique fédéral du Québec.

## Biographie
Né à La Malbaie dans la région de la Capitale-Nationale, il devint député du Parti libéral du Canada dans la circonscription fédérale de Charlevoix en 1949. Réélu en 1953 et en 1957, il fut défait en 1958 et en 1962 respectivement par le progressiste-conservateur Martial Asselin et par le créditiste Louis-Philippe-Antoine Bélanger.